# فلیپا جوردانو
فلیپا جوردانو (ایتالیایی: Filippa Giordano؛ زادهٔ ۱۴ فوریهٔ ۱۹۷۴) خواننده و موسیقی‌دان اهل ایتالیا است.

## گزیدهٔ آلبوم‌شناسی
- شور عشق (۱۹۹۹)
- فلیپا جوردانو (۱۹۹۹)
- عشق سرخ (۲۰۰۲)
- پریما دونا (۲۰۰۵)
- کاپریس (۲۰۰۸)
- با عشق از مکزیک (۲۰۰۹)
- روح ایتالیایی، عشق لاتین (۲۰۱۱)
- برترین‌های اپرا (۲۰۱۴)